# Mesamphiagrion
Mesamphiagrion – rodzaj ważek z rodziny łątkowatych (Coenagrionidae).
Należą do niego następujące gatunki:
- Mesamphiagrion demarmelsi
- Mesamphiagrion dunklei
- Mesamphiagrion ecuatoriale
- Mesamphiagrion gaianii
- Mesamphiagrion gaudiimontanum
- Mesamphiagrion laterale
- Mesamphiagrion nataliae
- Mesamphiagrion occultum
- Mesamphiagrion ovigerum
- Mesamphiagrion risi
- Mesamphiagrion rosseri
- Mesamphiagrion santainense
- Mesamphiagrion tamaense
- Mesamphiagrion tepuianum